# Pamětní medaile k 25. výročí Vítězného února

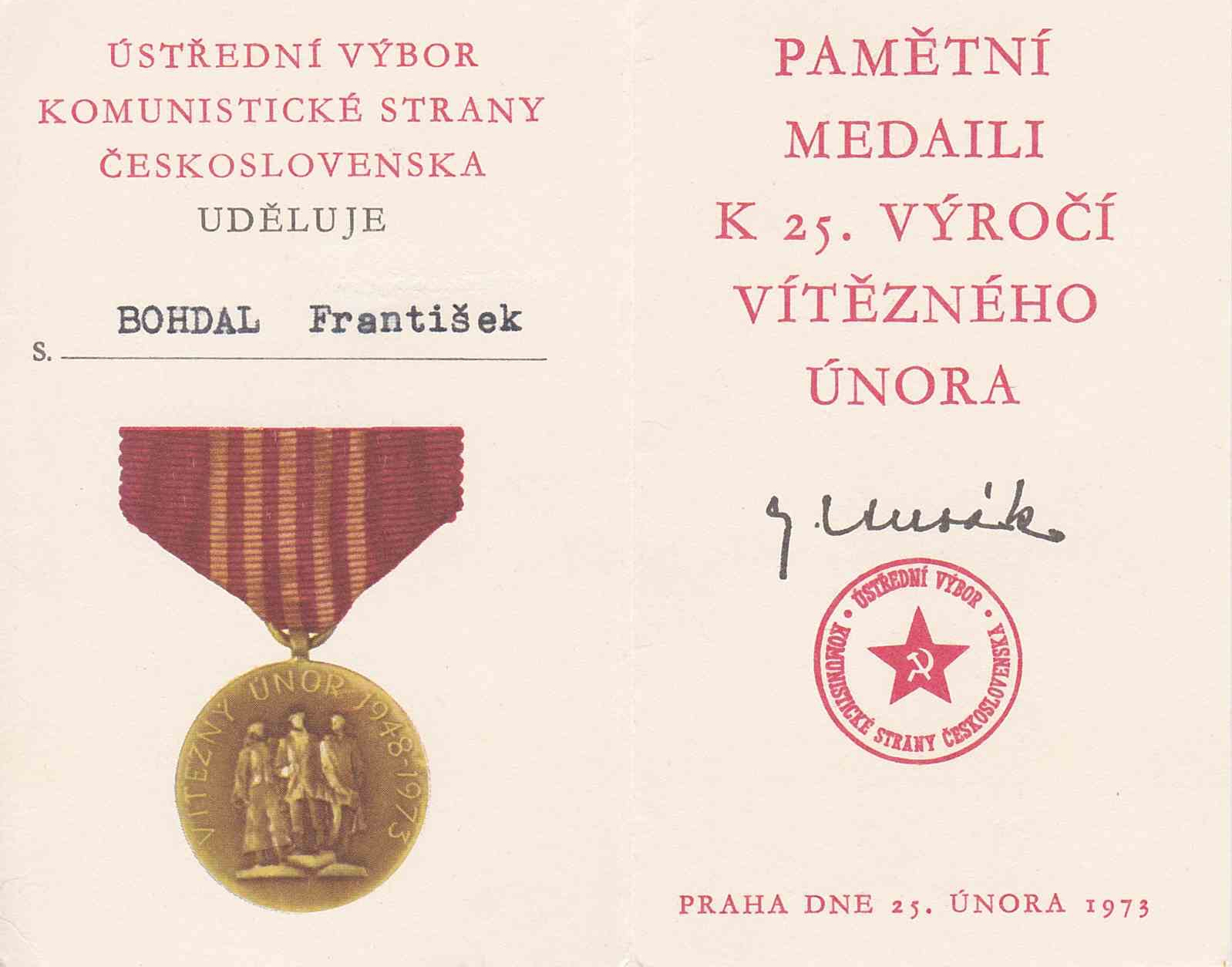
Pamětní medaile k 25. výročí Vítězného února – udělovací listina.

Pamětní medaile k 25. výročí Vítězného února bylo československé státní vyznamenání.

## Zavedení vyznamenání
Medaile byla zřízena z rozhodnutí Ústředního výboru Komunistické strany Československa směrnicí ze dne 6. října 1972. Následně byla medaile z rozhodnutí vlády zařazena mezi státní vyznamenání. Medaile byla udělována příslušníkům Národní fronty, státní správy, armády a policie. Dále byla udělována všem pamětníkům a lidem, kteří se na akcích z roku 1948 podíleli.

## Podoba vyznamenání
Medaile má průměr 30 mm při síle 2 mm. Je zavěšena na stuze rudé barvy, jejímž středem probíhá pět světločervených proužků. Je ražena z bronzu. Autorem medaile je B. Burián.

#### Avers
Na přední straně jsou vyobrazeny tři postavy. První z nich je postava dělníka, uprostřed postava příslušníka Lidových milicí s puškou přes rameno a na pravé straně žena v suknici reprezentující odvětví zemědělství. Jde o symboliku socialistické společnosti. V horní části se nachází nápis Vítězný únor 1948–1973.

#### Revers
Na zadní straně se nachází pěticípá hvězda a nápis Dvacátépáté výročí vítězství pracujícího lidu.

## Zrušení vyznamenání
Vyznamenání zrušil Zákon o státních vyznamenáních ČSFR č. 404/1990 Sb. ze dne 2. října 1990. Zákon nabyl účinnosti dne 15. října 1990.